# Piesznia

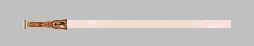
Piesznia

Piesznia – narzędzie przypominające dzidę z ostrzem kątowym na szczycie. Służyło do drążenia (dziania) barci.